# 爹核士威老站
爹核士威老站（英語：Davisville Station）是一座多倫多地鐵央街－大學線車站，坐落加拿大安大略省多倫多央街和爹核士威老路（Davisville Avenue）的交界處，毗鄰爹核斯威老地鐵車廠及爹核士威老村社區，於1954年3月30日聯同央街線一起開幕。
下列由多倫多公車局營運的巴士線駛經爹核士威老站：
- 11號灣景巴士線（Bayview）
- 14號己連堅巴士線（Glencairn）
- 28號爹核士威老巴士線（Davisville）
- 97號央街巴士線（Yonge）

## 外部連結
- 维基共享资源上的相關多媒體資源：爹核士威老站
- （英文）TTC Davisville Station （页面存档备份，存于）－多倫多公車局網站 爹核士威老站頁面